# Stanisław Tybura
Stanisław Tybura, ps. „Orzeł”, „Kozioł”, „Zieliński” (ur. 6 maja 1876 w Wysokiem, zm. 1940/1941 w Dachau) – działacz komunistyczny, członek Komunistycznej Partii Polski.

## Życiorys
Stanisław Tybura urodził się 6 maja 1876 w Wysokiem, w rodzinie chłopskiej. Około 1903 rozpoczął działalność w SDKPiL, za co był więziony przez władze carskie. Do 1914 spędził łącznie 9 lat w więzieniach w Łodzi i Piotrkowie Trybunalskim oraz na zesłaniu w guberni archangielskiej. W 1912 powrócił z zesłania by rozpocząć działalność w lokalnych władzach SDKPiL na poziomie dzielnicowym w Komitecie Dzielnicowym „Staromiejska” w Łodzi, a następnie również okręgowym. W 1918 wstąpił do Komunistycznej Partii Robotniczej Polski (późn. Komunistycznej Partii Polski) oraz do Międzynarodówki Komunistycznej. W trakcie wojny polsko-bolszewickiej w 1920 został za działalność antypaństwową osadzony w obozie w Dąbiu. Po opuszczeniu obozu powrócił do Łodzi, gdzie działał w egzekutywie Komitetu Dzielnicowego KPRP „Staromiejska” oraz w Komitecie Łódzkim. Organizował propagandę komunistyczną, wiece oraz realizował działania dywersyjne (m.in. dostarczając antypaństwowe ulotki do koszar). Należał również do Łódzkiego Komitetu Niesienia Pomocy Więźniom Politycznym. W kwietniu 1922 był delegatem na III konferencji KPRP w Gdańsku. W tym samym roku wziął udział w wyborach do Sejmu z ramienia Łódzkiego Komitetu Wyborczego Związku Proletariatu Miast i Wsi. W 1923 ZPMiW został zgłoszony jako kandydat w wyborach do Rady Miejskiej w Łodzi oraz ponownie aresztowany za działalność komunistyczną i skazany na dwa lata więzienia. Po odbyciu wyroku zaangażował się ponownie w działalność Komunistycznej Partii Polski początkowo jako członek Okręgowego Komitetu w Łodzi, a później jako członek jego egzekutywy. Tybura uczestniczył w zjazdach KPP. Podczas IV zjazdu w 1927 został członkiem jednoosobowego prezydium. Po rozpoczęciu II wojny światowej został aresztowany przez okupantów niemieckich, a następnie zesłany do obozu koncentracyjnego w Oranienburgu, z którego przeniesiono do Dachau, gdzie zmarł na przełomie 1940 i 1941.
W latach 60. XX w. jedna z ulic na osiedlu Żubardź w Łodzi została nazwana im. Stanisława Tybury. Nazwę tę zmieniono w wyniku dekomunizacji w 2017, zmieniając ją na ul. gen. T. Kutrzeby.